# Svenarums landskommun
Svenarums landskommun var en tidigare kommun i Jönköpings län.

## Administrativ historik
När 1862 års kommunalförordningar trädde i kraft den 1 januari 1863 inrättades i Sverige cirka 2 400 landskommuner samt 89 städer och ett mindre antal köpingar.
Då inrättades i Svenarums socken i Västra härad i Småland denna kommun.
Vid kommunreformen 1952 uppgick den i Vrigstads landskommun. När denna 1971 upplöstes övergick denna del till Vaggeryds kommun. 

## Politik

### Mandatfördelning i Svenarums landskommun 1938-1946
| 9 | 8 | 3 |

| 20 |

| 8 | 9 | 3 |

| 20 |

| 8 | 8 | 3 | 1 |

| 20 |